# Nice'n Slow Jam
『Nice'n Slow Jam』（ナイスン・スロー・ジャム）は、Skoop On Somebodyによる初のバラード・コレクション・アルバム。2001年12月5日発売。

## 概要
SKOOP時代から通して初のバラード・コレクション・アルバム。
スマッシュヒットを記録した当時の最新シングル「sha la la」や「Key of Love」発売直後に発表されたシングル「潮騒」が収録され、新曲として「Let it snow」が収録されている。
「S.O.S. edition」と併記されているものは、リアレンジ及びリレコーディングされたものである。

## 収録曲
作詞・作曲・編曲：SKOOP（特記以外）
1. sha la la
  - 作詞：小林夏海・S.O.S.　作曲・編曲：Face 2 fAKE
2. introduction (voice over Vaughn Harper)
  - 作曲・編曲：S.O.S.
3. Nice'n Slow (S.O.S. edition)
4. 潮騒
  - 作詞：小林夏海・清水昭男　作曲：清水昭男　編曲：鈴木雅也 for GROUND BASE Projects
5. Amanogawa (S.O.S. edition)
6. Let it snow
  - 作詞：小林夏海　作曲・編曲：S.O.S.
7. Everlasting Love (S.O.S. edition) 〜Everlasting Love featuring John P. Kee
8. interlude (voice over Vaughn Harper)
  - 作曲・編曲：S.O.S.
9. Come Back 2 Me (S.O.S. edition)
10. if (new mix)
  - 作詞・作曲・編曲：S.O.S.
11. eternal snow (remix)
  - 作詞：S.O.S.・松原憲　作曲・編曲：松原憲
12. 月に願いを (S.O.S. edition)
13. 想い (S.O.S. edition)
14. Bye Bye〜その日が来るまで〜 (acoustic version)
15. Still (remix)
  - 作詞：小林夏海　作曲：清水昭男　編曲：S.O.S.